# Seaboard Corporation
Seaboard Corporation er et multinationalt amerikansk konglomerat med virksomhed indenfor korn & foder, maritim transport og fødevareproduktion. Virksomheden er primært engageret i produktion af svinekød og maritim transport. Internationalt er de også engageret i commodity-handel, kornforarbejdning, sukkerproduktion og elproduktion.
Seaboard Corporation har hovedkvarter i Kansas City-forstaden Merriam. 
Datterselskaber inkluderer Seaboard Foods, Seaboard Marine, Seaboard Overseas & Trading Group (SOTG), Tabacal Agroindustria, Transcontinental Capital Corporation, Ltd. (TCCB) og Mount Dora Farms. De ejer 50 % af Butterball, LLC. Seaboard Corporation har over 23.000 ansatte i 45 lande, og de omsætter for årligt for ca. 7 mia. US $. Otto Bresky købte sin første kornmølle i Atchison, Kansas i 1918.